# Chris Korb
Christopher Korb (Gates Mills, 8 oktober 1987) is een Amerikaans voetballer die bij voorkeur als verdediger speelt. Hij verruilde in 2011 Cleveland Internationals voor D.C. United.

## Clubcarrière
Korb werd als eenendertigste gekozen door DC United in de MLS SuperDraft 2011. Hij maakte zijn debuut op 26 maart 2011 tegen New England Revolution. Korb speelde in zijn eerste seizoen bij DC United in twaalf wedstrijden waarvan hij elk in de basis startte. In zijn tweede seizoen bij DC United speelde hij in zesentwintig wedstrijden, waarvan tweeëntwintig in de basis en gaf hij drie assists. Ook in zijn derde seizoen was hij een veelgebruikte speler bij DC United. Hij startte als zijn dertig gespeelde wedstrijden in de basis en speelde een totaal van 2700 minuten.